# Lý Bá Hỷ
Lý Bá Hỷ (1923 – 2015), nguyên là một tướng lĩnh Bộ binh của Quân lực Việt Nam Cộng hòa, cấp bậc Chuẩn tướng. Ông xuất thân từ những khóa đầu tiên tại trường Võ bị Liên quân do Chính phủ Quốc gia được sự hỗ trợ của Quân đội Pháp mở ra ở nam Cao nguyên Trung phần. Ra trường ông được chọn về đơn vị Bộ binh, một thời gian sau biệt phái qua lĩnh vực Hành chính. Sau trở về Quân đội giữ những chức vụ trong lĩnh vực Chỉ huy và Tham mưu.

## Tiểu sử & Binh nghiệp
Ông sinh ngày 2 tháng 2 năm 1923 trong một gia đình điền chủ giàu có tại Phong Điền, Cần Thơ, miền Nam Việt Nam. Năm 1943, ông tốt nghiệp Trung học chương trình Pháp tại Cần Thơ với văn bằng Tú tài bán phần (Part I). Trước khi gia nhập quân đội, ông đã từng là một thương nhân buôn bán ở mức trung bình.

### Quân đội Quốc gia Việt Nam
Cuối tháng 9 năm 1950, thi hành lệnh động viên ông nhập ngũ vào Quân đội Quốc gia, thành phần trong Quân đội Liên hiệp Pháp, mang số quân: 43/101.761. Theo học khóa 3 Trần Hưng Đạo tại trường Võ bị Liên quân Đà Lạt (cũng là khoá đầu tiên khi trường dời từ Huế về Đà Lạt), khai giảng ngày 1 tháng 10 năm 1950. Ngày 1 tháng 7 năm 1951 mãn khóa tốt nghiệp với cấp bậc Thiếu úy hiện dịch. Sau đó, ông được chọn ở lại trường Võ bị làm Cán bộ hướng dẫn kiêm Huấn luyện viên liên tiếp cho 3 khóa: Khóa 5 Hoàng Diệu, khóa 7 Ngô Quyền và khóa 9 Huỳnh Louis.
Đầu năm 1953, ông được thăng cấp Trung úy, thuyên chuyển sang Trung đoàn tác chiến Ngự lâm quân tại Đà Lạt giữ chức vụ Đại đội trưởng, sau được lên giữ chức vụ Tiểu đoàn phó. Ông đã từng trực tiếp tham dự các cuộc hành quân tại Chiến khu Đ, chiến khu Minh Thạnh, Đồng Xoài, vùng Cao nguyên, vùng Duyên hải và Đồng Tháp Mười.
Cuối tháng 7 năm 1954, sau Hiệp định Genève (20-7) ông được thăng cấp Đại úy và được cử đi học khóa Tiểu đoàn trưởng tại Sài Gòn.

### Quân đội Việt Nam Cộng hòa
Cuối tháng 10 năm 1955, sau khi nền Đệ nhất Cộng hòa ra đời, đồng thời Quân đội Quốc gia được đổi tên thành Quân đội Việt Nam Cộng hòa, ông chuyển sang phục vụ cơ cấu mới và được biệt phái qua Bộ Nội vụ phụ trách huấn luyện ngành Cảnh sát. Đầu năm 1957, ông được cử đi miền Tây làm Quận trưởng quận Cao Lãnh thuộc tỉnh Kiến Phong. Đến giữa 1960, chuyển về miền Đông giữ chức vụ Quận trưởng quận Phước Bình thuộc tỉnh Phước Long. Đầu năm 1962, ông được thăng cấp Thiếu tá và được cử làm phó Tỉnh trưởng Nội an tỉnh Phước Long. Đầu năm 1966, ông được cử đi du học lớp Tham mưu cao cấp tại Học viện Fort Leavenworth, Kansas, Hoa Kỳ. Đầu tháng 5 mãn khóa về nước, ông được chuyển nhiệm vụ qua tỉnh Bình Long giữ chức vụ phó Tỉnh trưởng Nội An. Tháng 6 cùng năm, ông được thăng cấp Trung tá và được bổ nhiệm làm Tỉnh trưởng kiêm Tiểu khu trưởng Bình Long. Đầu năm 1967, ông được về làm Phó Nội an tại Tòa Đô chính Sài Gòn – Chợ Lớn do ông Trần Văn Hương làm Đô trưởng. Tháng 6 cùng năm, trở lại quân đội ông được cử đi du học lớp Chỉ huy Tham mưu tại Học viện Fort Bragg, Hoa Kỳ. Bốn tháng sau mãn khóa về nước ông được cử làm Tổng thanh tra tại Bộ tư lệnh Quân đoàn III do Trung tướng Lê Nguyên Khang làm Tư lệnh.
Đầu năm 1968, chuyển về Bộ Tổng tham mưu giữ chức Tổng thanh tra tại Tổng cục Chiến tranh Chính trị do Thiếu tướng Trần Văn Trung làm Tổng cục trưởng. Hạ tuần tháng 5 cùng năm, ông được thăng cấp Đại tá và được cử làm Chánh võ phòng cho Thủ tướng Trần Văn Hương. Giữa năm 1970, ông được chỉ định giữ chức vụ Tư lệnh phó Biệt khu Thủ đô thay thế Đại tá Phan Đình Thứ dưới quyền Trung tướng Nguyễn Văn Minh làm Tư lệnh. Ngày Quốc khánh Đệ Nhị Cộng hòa 1 tháng 11 năm 1972, ông được thăng cấp Chuẩn tướng tại nhiệm.

## 1975
Ngày 29 tháng 4, tướng Tư lệnh Nguyễn Văn Minh đào nhiệm, Trung tướng Lâm Văn Phát được bổ nhiệm làm Tư lệnh Biệt khu Thủ đô. Ngày 30 tháng 4, sau khi nghe tin Tổng thống Dương Văn Minh ra lệnh cho Quân lực Việt Nam Cộng hòa buông vũ khí. Nhận chỉ thị từ tướng Phát, ông đã tập họp các sĩ quan tham mưu, hạ sĩ quan và binh sĩ trong Bộ tư lệnh Biệt khu Thủ đô tại sân cờ, làm lễ hạ cờ và tuyên bố: "Kể từ giờ này, các anh tự lo liệu lấy". Tháng 5, ông ra trình diện ban Quân quản của Chính quyền Cách mạng, bị đưa đi tù lưu đày từ Nam ra Bắc cho đến ngày 11 tháng 2 năm 1988 mới được trả tự do. Sau đó ông được xuất cảnh theo diện bảo lãnh đoàn tụ sang định cư với gia đình ở Paris, Pháp.
Ngày 10 tháng 2 năm 2015, ông từ trần tại nơi định cư. Hưởng thọ 92 tuổi.

## Tác phẩm
-Mes 4584 jours dr reéducation au Vietnam (4584 ngày cải tạo của tôi ở Việt Nam) - In lần đầu năm 1994, đã được tái bản lần thứ 5.

## Gia đình
- Cậu ruột: Cụ Lê Văn Hoạch (Nguyên Thủ tướng Chính phủ Nam Kỳ Tự Trị (1946-1947).
- Phu nhân: Bà Nguyễn Ánh Duyên